# Rogozna (rivier)
De Rogozna (Russisch: Рогозна) is een Russische rivier van 25 kilometer lang die ontspringt in het dorp Pozdnjakova op het Centraal-Russisch Plateau. De rivier mondt uit in de Sejm tegenover het dorp Maljoetina. De hele trend van de rivier bevindt zich binnen de district Oktjabrski (oblast Koersk).
Het stroomgebied van de rivier is 225 km² groot.
De belangrijkste zijrivier van Rogozna is de Rogozna-stortbeek.